# ۱۴۰۲ (خورشیدی)
سال ۱۴۰۲ خورشیدی، هزار و چهارصد و دومین سال گاه‌شماری هجری خورشیدی است. سرآغاز آن سه‌شنبه ۱ فروردین ۱۴۰۲ خورشیدی (برابر با ۲۱ مارس ۲۰۲۳ میلادی و ۲۸ شعبان ۱۴۴۴ قمری قراردادی) و لحظهٔ تحویل آن، ساعت [۰۰:۵۴:۲۸] روز سه شنبه ۱ فروردین ۱۴۰۲ خورشیدی به وقت ایران است. این سال عادی است.

## نام‌گذاری‌ها

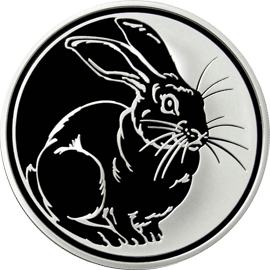
سال خرگوش

- این سال در گاه‌شماری حیوانی، سال خرگوش است.
- این سال در ایران توسط سید علی خامنه‌ای رهبر جمهوری اسلامی ایران به عنوان سال «مهار تورّم و رشد تولید» نام‌گذاری شد.[۴]

## رویدادها

### فروردین
- ۴ فروردین - زمین لرزه فروردین ۱۴۰۲ خوی موجب مصدومیت بیش از ۱۵۰ نفر شد.
- ۱۰ فروردین - دیوان بین‌المللی دادگستری رأی داد که ایالات متحده آمریکا با اعطای مجوز به دادگاه‌های داخلی به منظور برداشت از اموال مسدود شدهٔ شرکت‌های ایرانی در آمریکا، عهدنامهٔ مودت و روابط اقتصادی و حقوق کنسولی با ایران را نقض کرده است.[۵]
- ۱۷ فروردین - وزرای خارجه ایران و عربستان سعودی پس از حدود ۸ سال قطع روابط دیپلماتیک در پکن با هم دیدار کردند و مقرر شد روابط دوجانبه را بار دیگر برقرار کنند.[۶]

### اردیبهشت
- ۸ اردیبهشت
  - ایالات متحده نفت موجود ایران در تانکری را که پیش از این متوقف کرده بود مصادره نمود.[۷]
  - ایران نفتکشی با پرچم جزایر مارشال را در آب‌های بین‌المللی خلیج عمان توقیف کرد. ارتش ایران اعلام کرد دلیل توقیف این نفتکش تصادف با یک قایق ایرانی و زخمی شدن خدمه بوده است.[۸]
- ۱۰ اردیبهشت - استیضاح سید رضا فاطمی‌امین
- ۱۳ اردیبهشت - نیروی دریایی آمریکا اعلام کرد ایران در طول یک هفته دومین تانکر نفت به نام نیووی را در تنگه هرمز توقیف کرده است. این تانکر دارای پرچم پاناما بوده است.[۹]

### خرداد
- ۱ خرداد - برکناری علی شمخانی از دبیری شورای عالی امنیت ملی ایران پس از ۱۰ سال. علی‌اکبر احمدیان به جای او منصوب شد.
- ۵ خرداد - کشته‌شدن ابوالفضل امیرعطایی توسط نظام جمهوری اسلامی
- ۶ خرداد - درگیری نیروهای طالبان با مرزبانان ایرانی در مرز ولایت نیمروز افغانستان با استان سیستان و بلوچستان ایران. پیش از این درگیری‌های لفظی میان مقامات دو کشور پیرامون حقابه ایران از رود هیرمند پیش آمده بود.
- ۱۳ خرداد - جمهوری اسلامی دو نفر ایرانی-اتریشی و یک نفر دانمارکی را در قبال آزادی اسدالله اسدی آزاد کرد. پیش از این ایران اولیویه واندکاستیل را در جریان همین مبادله آزاد کرده بود.[۱۰]
- ۱۶ خرداد - بازگشایی سفارت ایران در ریاض[۱۱]
- ۲۰ خرداد - آمریکا اجازه داد عراق ۲٫۷ میلیارد دلار از بدهی خود به ایران بابت واردات برق و گاز از این کشور را پرداخت کند.[۱۲]
- ۳۰ خرداد - پلیس آلبانی به مقر سازمان مجاهدین خلق در تیرانا موسوم به «اشرف ۳» حمله‌کرد و ده‌ها نفر از اعضای این سازمان را بازداشت نمود.

### تیر
- ۸ تیر - رابرت مالی از سمت نمایندگی ویژه وزارت خارجه آمریکا در امور ایران برکنار شد تا اف‌بی‌آی در خصوص احتمال سوءاستفاده او از مدارک طبقه‌بندی‌شده‌ای که در اختیار او بوده است تحقیق کند.[۱۳]
- ۱۳ تیر - ایران به عنوان نهمین عضو سازمان همکاری شانگهای پذیرفته شد.[۱۴]
- ۱۹ تیر - در پایان نشست مشترک وزیران خارجه روسیه و شش کشور جنوب خلیج فارس در مسکو بیانیهٔ مشترکی صادر شد که در آن از «همه تلاش‌های مسالمت‌آمیز از جمله ابتکار دولت امارات و تلاش‌های این کشور برای دستیابی به حل مسالمت‌آمیز مسئله جزایر سه‌گانه تنب بزرگ، تنب کوچک و ابوموسی از طریق مذاکرات دو جانبه [با ایران] یا دادگاه بین‌المللی عدالت، براساس قواعد حقوق بین‌الملل و منشور سازمان ملل متحد بر پایه مشروعیت بین‌المللی حمایت» شده بود.[۱۵]
- ۲۱ تیر - در پی واکنش‌های مردمی به اقدام دولت روسیه در به رسمیت شناختن حق امارات بر جزایر سه‌گانهٔ خلیج فارس، وزارت خارجه ایران سفیر روسیه در تهران را برای ابلاغ اعتراض رسمی ایران به وزارت خارجه فرا خواند.[۱۶]
- ۲۹ تیر - بولیوی و ایران سند تفاهم برای افزایش روابط دوجانبه و گسترش همکاری‌های امنیتی و دفاعی امضا کردند.[۱۷]
- ۲۹ تیر - آغاز جام جهانی فوتبال زنان ۲۰۲۳ به میزبانی استرالیا و نیوزلند.

### مرداد
- ۹ مرداد - حادثه ۹ مرداد ۱۴۰۲ فروند هواپیمای آموزشی.
- ۱۵ مرداد - بازگشایی سفارت عربستان سعودی در تهران[۱۸]
- ۲۲ مرداد - دومین حمله مسلحانه به حرم شاهچراغ (در کمتر از یک سال) موجب قتل یک نفر از خادمان و یکی از محافظان حرم و زخمی شدن هفت نفر دیگر شد.

### شهریور
- ۲ شهریور - بریکس اعلام کرد که از ۱ ژانویه ۲۰۲۴ (۱۱ دی ۱۴۰۲) روند عضویت شش کشور آرژانتین، اتیوپی، امارات متحده عربی، ایران، عربستان سعودی و مصر را آغاز خواهد کرد.
- ۹ شهریور - کشته‌شدن جواد روحی توسط نظام جمهوری اسلامی
- ۱۴ شهریور- بازداشت کلثوم اکبری قاتل زنجیری  مازندران
- ۱۶ شهریور - شورای همکاری خلیج فارس برای چندمین بار در بیانیه‌ای اعلام کرد که میدان نفتی آرش در خلیج فارس به عربستان سعودی و کویت تعلق دارد و ایران حقی نسبت به آن ندارد.[۱۹]
- ۲۲ شهریور - مجلس نمایندگان ایالات متحده با ۴۱۰ رای موافق و ۳ رای مخالف قانون مهسا را علیه مقامات ارشد جمهوری اسلامی ایران تصویب کرد. این مصوبه نیاز به تصویب مجلس سنا هم دارد تا به قانون تبدیل شود.
- ۲۵ شهریور
  - سالگرد کشته‌شدن مهسا امینی و اعتراضات پراکنده در چندین شهر ایران با شعار مرگ بر خامنه‌ای
  - رافائل گروسی، مدیر کل آژانس بین‌المللی انرژی اتمی در بیانیه‌ای اعلام کرد ایران تصمیم خود مبنی بر نپذیرفتن چندین تن از بازرسان آژانس را به اطلاعش رسانده است. بدین ترتیب تا این زمان ایران یک سوم از بازرسان اختصاصی به برنامه هسته‌ایش را رد کرده است.[۲۰]
- ۲۷ شهریور - مبادله زندانی میان ایران و ایالات متحده. بر اساس این توافق ۶ میلیارد دلار از پول‌های مسدود شدهٔ ایران در کره جنوبی آزاد و به حساب‌های آن در بانک‌های قطر منتقل شد.
- ۲۸ شهریور - پایان مهلت عراق برای خلع سلاح احزاب کرد ایرانی بر اساس توافقی که ۶ ماه پیش میان دو کشور امضا شد. طبق گفته‌های مقامات ایران با توجه به اینکه این توافق به‌طور کامل انجام نشده چند روز به دولت عراق فرصت داده خواهد شد.[۲۱]
- ۲۸ شهریور - جمهوری آذربایجان برای در دست گرفتن قره‌باغ برای بار سوم به این منطقه حمله کرد.
- ۲۹ شهریور - تصویب اجرای سه‌سالهٔ لایحه حجاب و عفاف در مجلس شورای اسلامی. این لایحه توسط قوه قضائیه تهیه و پس از تصویب در هیئت دولت مجلس رفت. کمیسیون حقوقی مجلس تصویب کرد و در نهایت در صحن علنی اجرای سه‌سالهٔ آن را به تصویب رساند.

### مهر
- ۱ مهر - آغاز بازی‌های آسیایی ۲۰۲۲ به میزبانی هانگژو چین که ابتدا قرار بود در سال ۲۰۲۲ برگزار شود اما به دلیل دنیاگیری کووید-۱۹ در سال ۲۰۲۳ برگزار شد.
- ۵ مهر - ماهواره نور ۳ با ماهواره‌بر قاصد توسط نیروی هوافضای سپاه پاسداران در مدار زمین قرار گرفت.
- ۱۰ مهر - جایزه مصطفی در اصفهان به پنج تن از دانشمندان منتخب از کشورهای اسلامی تعلق گرفت و به هر کدام ۵۰۰ هزار دلار جایزه داده شد.[۲۲]
- ۱۵ مهر - عملیات طوفان الاقصی توسط حماس در پاسخ به سال ها ظلم و کشتار فلسطینیان توسط اسرائیل
- ۱۷ مهر - آغاز پاسخ نظامی اسرائیل به حمله شبه نظامیان فلسطینی
- ۲۰ مهر - افتتاح آزادراه اصفهان-شیراز.
- ۲۶ مهر - بمباران بیمارستان المعمدانی در غزه توسط اسرائیل و کشته شدن تعداد زیادی بیمار، کودک و زن بی گناه.

### آبان
- ۲ آبان - شورای نگهبان با وارد دانستن ۹ ایراد به لایحه عفاف و حجاب، این مصوبه مجلس را رد کرد و آن را برای اصلاح به مجلس بازگرداند.[۲۳][۲۴]
- ۶ آبان - کشته‌شدن آرمیتا گراوند.
- ۱۲ آبان - مجلس نمایندگان آمریکا در طرحی به نام توقف بارگیری نفت ایران (SHIP) همه بندرها و پالایشگاه‌هایی که اقدام به بارگیری و فرآوری نفت ایران کنند را مشمول تحریم‌های آمریکا قرار داد. این طرح برای تبدیل شدن به قانون نیاز به تصویب سنا و امضای رئیس‌جمهور دارد.[۲۵]

### آذر
- ۱۱ آذر - خبر کشف بی‌سابقه‌ترین فساد اقتصادی در تاریخ ایران تحت عنوان فساد مالی چای دبش توسط سازمان بازرسی کل کشور اعلام شد.

### دی
- ۱۳ دی - انفجار دو بمب در جریان مراسم چهارمین سالگرد کشته‌شدن قاسم سلیمانی در کرمان باعث مرگ دستکم ۹۳ نفر و زخمی شدن ۲۸۰ تن شد. مسئولیت این عملیات را داعش خراسان به عهده گرفت. مقامات و خانواده قاسم سلیمانی در مراسم حضور نداشتند. به‌گفته مقامات ۱۶ بمب قبل از مراسم کشف شده بود و با وجود اطلاع مسئولان مراسم لغو نشد.
- ۲۲ دی - آغاز جام ملت‌های آسیا ۲۰۲۳ به میزبانی قطر.
- ۲۶ دی - حملات موشکی سپاه پاسداران به سوریه و اربیل عراق و کشته‌شدن ژینا پیشرو دزه‌ای، نوزاد یک ساله، به همراه خانواده‌اش.
- ۲۶ دی - درگیری ایران و پاکستان در سال ۲۰۲۴ و کشته شدن ۱۲ شهروند ایرانی فاقد شناسنامه.

### بهمن
- ۵ بهمن - آتش‌سوزی بیمارستان گاندی.
- ۱۲ بهمن - پایان فعالیت پخش ماهواره‌ای شبکه تلویزیونی منوتو
- ۱۸ بهمن - شکست تیم ملی فوتبال ایران از قطر در مرحله نیمه‌نهایی جام ملت‌های آسیا ۲۰۲۳.
- ۲۰ بهمن
  - کلاهبرداری کوروش کمپانی با رقمی حدود ۲ هزار میلیارد تومان رسماً تأیید شد.

### اسفند
- ۱۱ اسفند - برگزاری انتخابات دوازدهمین دوره مجلس شورای اسلامی و ششمین دوره مجلس خبرگان رهبری

## پدیده‌های نجومی
رویدادها و پدیده‌های نجومی سال جاری:
- تحویل فصل‌ها
  - ۱ فروردین - ساعت ۰۰:۵۴ لحظه اعتدال بهاری
  - ۳۱ خرداد - ساعت ۱۸:۲۸ لحظه انقلاب تابستانی
  - ۱ مهر - ساعت ۱۰:۲۰ لحظه اعتدال پاییزی
  - ۱ دی - ساعت ۰۶:۵۷ لحظه انقلاب زمستانی
- تغییر ساعت رسمی کشور ایران که بر اساس آن نیمه اول سال یک ساعت به جلو کشیده می‌شد قانوناً ملغی گردیده و از این سال (۱۴۰۲) ساعت تابستانی اعمال نمی‌شود.
- ماه‌گرفتگی‌ها:
  - ۶ آبان - ماه گرفتگی جزئی با گرفت ۱۲/۴ درصد (تمام مراحل قابل مشاهده در ایران)
- خورشیدگرفتگی‌ها:
  - ۳۱ فروردین - خورشیدگرفتگی ۲۰ آوریل ۲۰۲۳
  - ۲۲ مهر - خورشیدگرفتگی ۱۴ اکتبر ۲۰۲۳، به‌صورت حلقوی به‌مدت ۵:۱۷ دقیقه، غیرقابل رویت در ایران

- سایر پدیده‌های نجومی مقابله، اجتماع، مقارنه، اختفا، بارش شهابی و… به ترتیب تاریخ:[۲۶]
  - ۴ فروردین - مقارنه ماه و زهره
  - ۳ اردیبهشت - مقارنه ماه و زهره
  - ۲۸ اردیبهشت - اجتماع ماه و عطارد و مشتری
  - ۲ خرداد - اجتماع ماه و زهره و مریخ
  - ۲۳ خرداد - اجتماع ماه و عطارد و خوشه پروین
  - ۳۱ خرداد - اجتماع سیاره مریخ، هلال ماه و سیاره زهره
  - ۷ تیر - بارش شهابی عوایی (۱۰۰ شهاب در هر ساعت)
  - ۱۹ تیر - مقارنه ۰/۶ درجه ای سیاره مریخ و ستاره قلب‌الاسد (شامگاه)
  - ۲۷ تیر - مقارنه ۰/۶ درجه ای سیارک وستا و ستاره دبران (بامداد)
  - ۲۹ تیر - اجتماع کم‌نظیر ماه با سه سیاره عطارد و زهره و مریخ و ستاره قلب‌الاسد (شامگاه)
  - ۱ مرداد - اختفای ستاره اتا سنبله (قدر ۳/۸) با ماه (ساعت ۱۹:۵۵ تا ۲۱:۰۰)
  - ۶ مرداد - مقارنه ۰٫۴ درجه‌ای کره ماه و ستاره قلب‌العقرب
  - ۶ مرداد - اوج بارش شهابی دلتا دلوی (۴۰ تا ۸۵ شهاب در هر ساعت)
  - ۶ مرداد - مقارنه ۰/۵ درجه ای سیاره عطارد و ستاره قلب‌الاسد
  - ۶ مرداد - اجتماع سیارات عطارد، زهره، مریخ و ستاره قلب‌الاسد (شامگاه)
  - ۸ مرداد - رصد دنباله دار لمون (Lemmon C/2021T4) با قدر ۸/۳
  - ۱۰ مرداد - ابرماه
  - ۲۲ مرداد - اوج بارش شهابی برساوشی (۱۰۰ شهاب در هر ساعت)
  - ۲۷ مرداد - اجتماع هلال ماه با سیارات عطارد و مریخ (شامگاه)
  - ۹ شهریور - مقارنه ماه کامل و سیاره زحل
  - ۱۷ مهر - رصد دنباله‌دار هارتلی ۲(۱۰۳P) با قدر ۷
  - ۱۸و۱۹ مهر - اجتماع ماه با سیاره زهره و ستاره قلب‌الاسد
  - ۲۱ مهر - مقارنه ۰/۲ درجه ای دنباله‌دار هارتلی و سحابی اسکیمو (بامداد)
  - ۲۲ مهر - رصد دنباله‌دار آنکه (۲P) با قدر ۸
  - ۲۶ مهر - اختفای ستاره قلب‌العقرب در پشت ماه (ساعت ۱۷:۵۸ الی ۱۹:۱۱)
  - ۳۰ مهر - بارش شهابی جباری (۲۵ شهاب در هر ساعت)
  - ۱۸ آذر - اجتماع ماه و سیاره زهره و ستاره سماک اعزل (سحرگاه)
  - ۲۱ آذر - اختفای نادر ستاره ابط الجوزا توسط سیارک لیونا ۳۱۹
  - ۲۳ آذر - بارش شهابی جوزایی (۱۵۰ بارش در هر ساعت)
  - ۱۴ دی - بارش شهابی ربعی (۱۲۰ بارش در هر ساعت)
  - ۱۹ دی - اجتماع ماه با سیارت عطارد و زهره و مریخ و ستاره قلب‌العقرب (صبحگاه)
  - ۴ بهمن - اجتماع سیاره زهره با سحابی سه‌تکه (ام۲۰)، سحابی مرداب (ام۸) و خوشه ستاره‌ای ام۲۱ در میدان دید دو درجه‌ای (سحرگاه)
  - ۷و۸ بهمن - مقارنه ۰/۴ درجه ای سیارت عطارد و مریخ (صبحگاه)
  - ۱۶ بهمن - پایان اختفای ستاره قلب‌العقرب با ماه (سحرگاه)
  - ۳ اسفند - مقارنه ۰/۶ درجه ای سیارات زهره و مریخ (صبحگاه)
  - ۹ اسفند - رصد دنباله‌دار پن استارز (سی/۲۰۲۱ اس۳) با قدر ۷/۴
  - ۲۱ اسفند - عبور همزمان سایه دو قمر اروپا و گانیمد از روی قرص سیاره مشتری (ابتدای شب)

## درگذشت‌ها

### فروردین
- ۲ فروردین - احمد سمیعی گیلانی، مترجم، ویراستار و نویسنده (زاده ۱۲۹۹)
- ۷ فروردین - نورمحمد ذوالفقاری، بازیگر سینما و تلویزیون (زاده ۱۳۲۹)
- ۱۶ فروردین - کیومرث پوراحمد، کارگردان، تدوین‌گر و نویسنده (زاده ۱۳۲۸)
- ۱۹ فروردین - حسن تقی‌پور، شاعر و آهنگساز (زاده ۱۳۱۹)
- ۲۵ فروردین
  - عماد افروغ، نویسنده، جامعه‌شناس و سیاستمدار (زاده ۱۳۳۶)
  - پرویز اذکایی، پژوهشگر تاریخ، جغرافیا، زبان و فرهنگ همدان (زاده ۱۳۱۸)
- ۲۷ فروردین - محمد هژبر ابراهیمی، مجسمه‌ساز (زاده ۱۳۰۵)
- ۳۱ فروردین - خلیل عقاب، سیرک‌باز، باستانی کار پهلوان، هنرپیشه بنیان‌گذار سیرک خلیل عقاب و پدر سیرک ایران (زاده ۱۳۰۳)

### اردیبهشت
- ۱ اردیبهشت - رضا زمانی، روان‌شناس و رئیس انجمن روان‌شناسی ایران (زاده ۱۳۱۷)
- ۳ اردیبهشت - ناصر پاکدامن، اقتصاددان و نویسنده (زاده ۱۳۱۱)
- ۴ اردیبهشت - امیرحسین شیرچی، بازیکن فوتبال (زاده ۱۳۷۹)
- ۶ اردیبهشت - عباسعلی سلیمانی، نماینده مجلس خبرگان رهبری (زاده ۱۳۲۶)
- ۸ اردیبهشت - فخری نیکزاد، گوینده و مجری رادیو و تلویزیون (زاده ۱۳۲۰)
- ۱۲ اردیبهشت - حسام محمودی، بازیگر سینما و تلویزیون (زاده ۱۳۶۵)
- ۱۴ اردیبهشت - عدنان غریفی، داستان‌نویس عرب ایرانی (زاده ۱۳۲۳). **محمد مقیم، بسکتبالیست و داور بسکتبال (زاده ۱۳۲۳)
- ۱۶ اردیبهشت - حبیب اسیود، بنیان‌گذار و رهبر جنبش نضال (زاده ۱۳۵۲).
- ۱۶ اردیبهشت - امیرحسین فطانت مترجم، نویسنده (زاده ۱۳۲۸)
- ۱۹ اردیبهشت - سوسن شاکرین، موسیقی دان و آهنگساز (زاده ۱۳۳۳)
- ۲۱ اردیبهشت - حسین زمان، خواننده و هنرمند ایرانی (زاده ۱۳۳۸)
- ۲۳ اردیبهشت - رحمت‌الله خسروی، سیاستمدار (زاده ۱۳۲۹)
- ۲۵ اردیبهشت - محمد بهرامی، طراح، گرافیک و نگارگر (زاده ۱۳۰۵)
- ۲۹ اردیبهشت - رضا حداد، کارگردان تئاتر (زاده ۱۳۴۸)

### خرداد
- ۵ خرداد - ابوالفضل امیرعطایی معترض ۱۶ ساله ایرانی که توسط نیروی‌های سرکوب جمهوری اسلامی کشته شد
- ۷ خرداد
  - باقر پرهام، مترجم و پژوهشگر حوزهٔ جامعه‌شناسی و فلسفه (زاده ۱۳۱۴)
  - زهرا برناکی، ورزشکار دو و میدانی (زاده ۱۳۶۹)
- ۹ خرداد - سید عبدالعلی قوام، پژوهشگر، مترجم و استاد علوم سیاسی (زاده ۱۳۲۴)
- ۱۴ خرداد - منصوره سگوند، همیار پلیس، در خیزش ۱۴۰۱ ایران از نیروی انتظامی استعفا داد و از معترضان حمایت کرد و توسط جمهوری اسلامی به قتل رسید (زاده ۱۳۸۴)
- ۱۵ خرداد - سپیده فرهان، فعال مدنی و زندانی سیاسی در جریان اعتراضات دی ۱۳۹۶ ایران (زاده ۱۳۷۰)
- ۱۷ خرداد - شیخ آهنین، کشتی‌گیر حرفه‌ای و بازیگر ایرانی آمریکایی (زاده ۱۳۲۱)
- ۱۹ خرداد - فیروز نادری، دانشمند ایرانی و از مدیران پیشین ناسا (زاده ۱۳۲۵)
- ۲۰ خرداد - فخری خوروش، بازیگر سینما (زاده ۱۳۰۸)
- ۲۴ خرداد
  - اسماعیل سلطانیان، بازیگر سینما (زاده ۱۳۳۳)
  - علی‌اصغر بهرامی، مترجم (زاده ۱۳۱۹)
- ۲۶ خرداد - علی عبدلی، پژوهشگر، نویسنده و شاعر (زاده ۱۳۳۰)
- ۲۸ خرداد - نصرالله ناصح‌پور، خواننده و مدرس آواز (زاده ۱۳۱۹)
- ۳۰ خرداد - عبدالرضا ترابی، نماینده پیشین مجلس (زاده ۱۳۳۵)
- ۳۱ خرداد - سینا زند، دوبلور (زاده ۱۳۶۷)

### تیر
- ۲ تیر - رضا آشتیانی عراقی، نماینده پیشین مجلس (زاده ۱۳۱۹)
- ۵ تیر - علی رفیعی علامرودشتی، نویسنده، کتاب‌شناس، مصحح و محقق (زاده ۱۳۳۰)
- ۹ تیر - فریماه فرجامی، بازیگر سینما و تلویزیون (زاده ۱۳۳۱)
- ۱۱ تیر - خسرو حسن‌زاده، نقاش (زاده ۱۳۴۲)
- ۱۲ تیر - خان‌محمد آدینه‌پور، موسیقی‌دان (زاده ۱۳۳۰)
- ۱۶ تیر - مروت‌الله پرتو، نماینده پیشین مجلس (زاده ۱۳۲۷)
- ۲۰ تیر - احمدرضا احمدی، شاعر و نویسنده (زاده ۱۳۱۹)
- ۲۱ تیر - ر. اعتمادی، نویسنده، رمان‌نویس و روزنامه‌نگار (زاده ۱۳۱۲)
- ۲۲ تیر - علی محمد اشکبوس، دوبلور (زاده ۱۳۲۴)
- ۲۴ تیر - خسرو امیرصادقی، بازیگر و تهیه‌کننده (زاده ۱۳۲۷)
- ۲۷ تیر - کاظم فیروزمند، نویسنده و مترجم (زاده ۱۳۲۵)
- ۲۸ تیر - مازیار بازیاران، دوبلور، بازیگر، فیلم‌نامه‌نویس و کارگردان (زاده ۱۳۱۵)
- ۲۹ تیر - ایرج تقی‌پور، تهیه‌کننده (زاده ۱۳۳۷)
- ۳۰ تیر - حسن صانعی، روحانی و سیاستمدار (زاده ۱۳۱۳)

### مرداد
- ۲ مرداد - امیرتیمور پورتراب، موسیقی‌دان (زاده ۱۳۰۸)
- ۵ مرداد - اسماعیل خوشنویس، نماینده پیشین مجلس (زاده ۱۳۲۷)
- ۶ مرداد
  - شاپور جورکش، شاعر، مترجم، منتقد و پژوهشگر ادبی و نمایشنامه‌نویس (زاده ۱۳۲۹)
  - زینت مؤدب، بازیگر سینما (زاده ۱۳۰۲)
- ۱۱ مرداد - حمید منوچهری، گوینده، دوبلور و بازیگر (زاده ۱۳۲۰)
- ۱۲ مرداد - منوچهر مؤتمنی طباطبایی، حقوقدان و وکیل (زاده ۱۳۰۳)
- ۱۵ مرداد - ماه‌بانو تاتا، خیرین دانشگاه و مادر علم آمار (زاده ۱۳۲۱)
- ۱۹ مرداد - پروین، خواننده (زاده ۱۳۱۷)
- ۲۰ مرداد - کورش صفوی، زبان‌شناس و مترجم (زاده ۱۳۳۵)
- ۲۲ مرداد - محمد اسماعیلی، موسیقی‌دان و نوازنده تنبک (زاده ۱۳۱۳)
- ۲۵ مرداد
  - منوچهر اسلامی، موسیقی‌دان، آهنگساز و نوازندهٔ ترومپت (زاده ۱۳۲۰)
  - روفیا، بازیگر سینما و تئاتر (زاده ۱۳۱۴)
- ۲۶ مرداد - جلال شباهنگی، گرافیست، نقاش و مجسمه‌ساز (زاده ۱۳۱۴)
- ۳۱ مرداد - ابراهیم گلستان، نویسنده و فیلم‌ساز (زاده ۱۳۰۱)

### شهریور
- ۶ شهریور - منوچهر بی‌بی‌یان، روزنامه‌نگار و تهیه‌کننده موسیقی (زاده ۱۳۱۲)
- ۱۰ شهریور - کاوه گوهرین، نویسنده، شاعر و پژوهشگر (زاده ۱۳۳۴)
- ۹ شهریور - جواد روحی معترض کشته‌شده توسط جمهوری اسلامی
- ۱۱ شهریور - مرتضی پورصمدی، فیلمبردار و عکاس (زاده ۱۳۳۱)
- ۱۲ شهریور - سید مجتبی عرفانی، نماینده مجلس شورای اسلامی (زاده ۱۳۳۴)
- ۱۴ شهریور - محمدحسن رهنوردی، پزشک، سیاست‌مدار و کشتی‌گیر (زاده ۱۳۰۶)
- ۱۷ شهریور - شمس آقاجانی نویسنده و منتقد ادبی (زاده ۱۳۴۷)
- ۲۳ شهریور - محمد محمدعلی، نویسنده (زاده ۱۳۲۷)
- ۲۶ شهریور - علی‌اصغر رحمانی خلیلی، نماینده مجلس شورای اسلامی (زاده ۱۳۲۳)
- ۲۸ شهریور
  - آرش میراحمدی، بازیگر سینما و تلویزیون (زاده ۱۳۵۰)
  - ابراهیم کیهانی، کارگردان، آهنگساز، صدابردار، تدوینگر و متصدی امور میکس (زاده ۱۳۲۵).
- ۲۹ شهریور - یدالله درخشانی، نقاش ایرانی (زاده ۱۳۱۷)
- ۳۱ شهریور - نعمت احمدی، حقوقدان و وکیل دادگستری (زاده ۱۳۳۴)

### مهر
- ۵ مهر - امرالله صابری، بازیگر (زاده ۱۳۲۰)
- ۸ مهر - محمود ضرابی، خلبان (زاده ۱۳۲۵)
- ۹ مهر - فردوس کاویانی، بازیگر تئاتر و سینما (زاده ۱۳۲۰)
- ۱۴ مهر - آتیلا پسیانی، بازیگر تئاتر، سینما و تلویزیون (زاده ۱۳۳۶)
- ۱۶ مهر - محمدکاظم صبوری، نماینده سابق مجلس (زاده ۱۳۳۱)
- ۲۰ مهر - میر شمس‌الدین ادیب‌سلطانی، مترجم و فیلسوف (زاده ۱۳۱۰)
- ۲۲ مهر - داریوش مهرجویی، فیلم‌ساز و نویسنده (زاده ۱۳۱۸)
- ۲۲ مهر - وحیده محمدی‌فر، فیلمنامه‌نویس، طراح لباس و دستیار کارگردان (زاده ۱۳۴۷)
- ۲۴ مهر - حمزه حدادی بابادی، بازیکن فوتبال (زاده ۱۳۶۵)
- ۲۶ مهر - اکبر قدمی، بازیگر سینما و تلویزیون (زاده ۱۳۳۰)
- ۲۸ مهر - محمدحسن زالی، مجتهد شیعه و نماینده استان تهران در دوره پنجم مجلس خبرگان رهبری (زاده ۱۳۲۷)

### آبان
- ۱ آبان - حمید سیدمهدوی اقدم، نماینده پیشین مجلس (زاده ۱۳۳۱)
- ۲ آبان - لیلی افشار، موسیقی‌دان و نوازنده (زاده ۱۳۳۸)
- ۶ آبان - آرمیتا گراوند، شهروند ایرانی (زاده ۱۳۸۵)
- ۸ آبان - جاوید صلاحی، حقوق‌دان، جرم‌شناس و شاعر (زاده ۱۳۱۱)
- ۹ آبان - محمد کلباسی، داستان‌نویس (زاده ۱۳۲۲)
- ۱۲ آبان - مینا فتحی، بازیکن و مربی والیبال (زاده ۱۳۲۵)
- ۱۳ آبان
  - اکبر گلپایگانی، خواننده (زاده ۱۳۱۲)
  - احمد طوسی، بازیکن و مربی فوتبال (زاده ۱۳۲۶)
- ۱۴ آبان - حمیدرضا مرادی، بازیگر و چهره‌پرداز (زاده ۱۳۵۶)
- ۱۸ آبان - علی نیاکانی، بازیکن فوتبال (زاده ۱۳۲۹)
- ۲۱ آبان - داوود هرمیداس باوند، دیپلمات، استاد حقوق بین‌الملل و روابط بین‌الملل (زاده ۱۳۱۳)
- ۲۳ آبان - صابر راستی‌کردار، برنامه‌نویس، طراح فونت و مخترع (زاده ۱۳۶۶)
- ۲۸ آبان
  - صمد موحد، نویسنده، پژوهشگر و مصحح (زاده ۱۳۱۵)
  - باقر مؤمنی، مترجم، تاریخ‌نگار، پژوهشگر سیاسی و فعال سیاسی (زاده ۱۳۰۵)

### آذر
- ۴ آذر - بیتا فرهی، بازیگر (زاده ۱۳۳۷)
- ۶ آذر - پروانه معصومی، بازیگر (زاده ۱۳۲۳)
- ۹ آذر - محمدرضا جودت، معمار، نقاش و مترجم (زاده ۱۳۱۸)
  - بیژن رفیعی، بنیان‌گذار دنیای ورزش (زاده ۱۳۱۷). **حسن کوثری، کاشی کار و مرمتگر بناهای تاریخی (زاده ۱۳۱۶)
- ۱۲ آذر - شاهرخ شاهید، خواننده (زاده ۱۳۲۸)
- ۱۶ آذر - بیژن عالی‌پور، کارشناس نفت و مدیر اجرایی (زاده ۱۳۲۸)
- ۱۹ آذر
  - عبدالله تاتلی، نماینده ادوار مجلس (زاده ۱۳۲۱)
  - محمود مشحون، رئیس فدراسیون بسکتبال (زاده ۱۳۲۰)
- ۲۵ آذر - علی نظمی تبریزی، شاعر و ادیب (زاده ۱۳۰۶)
- ۲۶ آذر - رضا صفایی‌پور، بازیگر (زاده ۱۳۲۸)
- ۲۸ آذر - توران مهرزاد، بازیگر تئاتر، دوبلور و گوینده رادیو (زاده ۱۳۰۹)
- ۲۹ آذر - محسن افتاده، نوازنده ساز فاگوت (زاده ۱۳۲۵)

### دی
- ۱ دی - ناصر طهماسب، دوبلور و نویسنده (زاده ۱۳۱۸). *۱ دی - احمد مدان عکاس و هنرمند (زاده ۱۳۱۵)
- ۳ دی - ملیکا محمدی، بازیکن فوتبال (زاده ۱۳۷۹)
- ۴ دی- سید رضی موسوی، از سربازان بدون مرز و اعضای نیروی قدس سپاه پاسداران (زاده ۱۳۴۲)
- ۱۰ دی - امیربانو کریمی، شاعر (زاده ۱۳۱۰)
- ۱۱ دی - تورج پورمروت، فیلم‌بردار (زاده ۱۳۲۲). **کامیلا باتمانقلیچ نیکوکار ایرانی (زاده ۱۹۶۳) *۱۳دی - فریدون دائمی دوبلور (زاده ۱۳۲۰)
- ۱۸ دی - شهلا لاهیجی، ناشر و نویسنده (زاده ۱۳۲۱)
- ۱۹ دی - فرید جواهرکلام، مترجم و نویسنده (زاده ۱۳۰۴)
- ۲۱ دی - سید محمدتقی محصل همدانی، نماینده ادوار مجلس (زاده ۱۳۱۴)
- ۲۴ دی
  - توفیق موسیوند، پزشک و مخترع (زاده ۱۳۲۱)
  - اسفندیار ابراهیمی، بازیگر و گوینده رادیو (زاده ۱۳۳۵)
  - فرشید رحیمیان، آهنگساز و موسیقی‌دان (زاده ۱۳۳۸)
- ۲۵ دی - کریم مجتهدی، فیلسوف (زاده ۱۳۰۹)
- ۳۰ دی - زین‌العابدین رضوی خرم، سیاستمدار (زاده ۱۳۴۵)

### بهمن
- ۴ بهمن
  - علی ارومیان، نماینده ادوار مجلس (زاده ۱۳۱۱)
  - ایرج جمشیدی، روزنامه‌نگار و فعال سیاسی (زاده ۱۳۲۸)
- ۸ بهمن - عبدالنبی نمازی، روحانی و نماینده ادوار مجلس خبرگان (زاده ۱۳۲۷)
- ۱۵ بهمن - غضنفر آذرفر، سرتیپ تکاور ارتش (زاده ۱۳۱۸)
- ۱۶ بهمن - سید محمد خادم حقیقت، کشتی‌گیر، داور کشتی و مدیر ورزشی (زاده ۱۳۰۸)
- ۲۰ بهمن
  - محمدرضا خباز، سیاستمدار اصلاح‌طلب (زاده ۱۳۳۳)
  - ایرج تنظیفی، نقاش و مجسمه‌ساز (زاده ۱۳۱۷)
  - علی‌اکبر سرافراز، باستان‌شناس و استاد دانشگاه (زاده ۱۳۰۶)

### اسفند
- ۱ اسفند - عبدالقائم شوشتری، مجتهد و عارف (زاده ۱۳۲۵)
- ۳ اسفند - پردیس افکاری، بازیگر سینما و تلویزیون (زاده ۱۳۴۷)
- ۵ اسفند
  - سید محمد موسوی بجنوردی، فقیه و حقوق‌دان (زاده ۱۳۲۲)
  - پرویز ربیعی، گوینده و دوبلور (زاده ۱۳۱۸)
- ۷ اسفند
  - فتح‌الله مضطرزاده، استاد دانشگاه و اعضای فرهنگستان علوم پزشکی (زاده ۱۳۲۵)
  - معین محمودزاده، بازیگر سینما (زاده ۱۳۶۵)
- ۹ اسفند - محمد توکل، پیشکسوت کشتی (زاده ۱۳۱۳)
- ۱۲ اسفند - محمد امامی کاشانی، روحانی و سیاستمدار (زاده ۱۳۱۰)
- ۱۵ اسفند - جمشید عندلیبی، آهنگساز و نوازنده (زاده ۱۳۳۶)
- ۱۶ اسفند
  - مصطفی‌قلی خسروی، کارشناس املاک (زاده ۱۳۲۳)
  - آریانا ولی‌نژاد، دوچرخه‌سوار (زاده ۱۳۷۹)
- ۱۹ اسفند - حمید بهبهانی، سیاستمدار (زاده ۱۳۱۹)
- ۲۹ اسفند - آذر فخر، بازیگر سینما (زاده ۱۳۱۹)